# Callisphyris macropus
Callisphyris macropus là một loài bọ cánh cứng trong họ Cerambycidae.